# Distretto di Rajnandgaon
Il distretto di Rajnandgaon è un distretto del Chhattisgarh, in India, di 1 281 811 abitanti. Il suo capoluogo è Rajnandgaon.